# Luobusaïta
La luobusaïta és un mineral de la classe dels elements natius. Anomenat així per la localitat tipus, mina Luobuma, Tibet.

## Classificació
La luobusaïta es troba classificada en el grup 1.BB.25 segons la classificació de Nickel-Strunz (1 per a Elements; B per a Carburs, sulfurs, nitrurs i fosfurs metàl·lics i B per a Silicurs; el nombre 25 correspon a la posició del mineral dins del grup). En la classificació de Dana el mineral es troba al grup 1.1.37.7 (1 per a Elements natius i aliatges i 1 per a Metalls, que no siguin del grup del platí; 37 i 7 corresponen a la posició del mineral dins del grup).

## Característiques
La luobusaïta és un mineral de fórmula química Fe0.84Si₂. Cristal·litza en el sistema ortoròmbic.

## Formació i jaciments
S'ha descrit a l'Àsia.